# بريان إيبرسول
بريان كيث إيبرسول (بالإنجليزية: Brian Keith Ebersole؛ مواليد 27 نوفمبر 1980) هو مُقاتل فنون قتالية مختلطة أمريكي مُعتزل.

## وصلات خارجية
لا توجد روابط لمواقع التواصل الاجتماعي.

- بريان إيبرسول على موقع شيردوغ (الإنجليزية)
- بريان إيبرسول على موقع IMDb (الإنجليزية)
- بريان إيبرسول على موقع قاعدة بيانات الفيلم (الإنجليزية)